# Johnstonella echinosepala
Johnstonella echinosepala är en strävbladig växtart som först beskrevs av James Francis Macbride, och fick sitt nu gällande namn av Hasenstab och M.G.Simpson. Johnstonella echinosepala ingår i släktet Johnstonella och familjen strävbladiga växter. Inga underarter finns listade i Catalogue of Life.